# Szydłowicze Wielkie
Szydłowicze Wielkie (biał. Вялікія Шылавічы, ros. Великие Шиловичи) – wieś na  Białorusi, w obwodzie grodzieńskim, w rejonie słonimskim, siedziba sielsowietu. 
Wieś wzmiankowana w 1510 roku. W miejscowości znajduje się parafialna cerkiew prawosławna pw. Kazańskiej Ikony Matki Bożej z 1818 roku.